# Унтерегері
Унтерегері (нім. Unterägeri) — громада  в Швейцарії в кантоні Цуг.

## Географія
Громада розташована на відстані близько 90 км на схід від Берна, 7 км на південний схід від Цуга.
Унтерегері має площу 25,6 км², з яких на 8% дозволяється будівництво (житлове та будівництво доріг), 36,5% використовуються в сільськогосподарських цілях, 53,8% зайнято лісами, 1,8% не є продуктивними (річки, льодовики або гори).

## Демографія
2019 року в громаді мешкало 8868 осіб (+9,9% порівняно з 2010 роком), іноземців було 25,7%. Густота населення становила 346 осіб/км².
За віковим діапазоном населення розподілялося таким чином: 21,5% — особи молодші 20 років, 59,3% — особи у віці 20—64 років, 19,3% — особи у віці 65 років та старші. Було 3830 помешкань (у середньому 2,3 особи в помешканні).
Із загальної кількості 3362 працюючих 148 було зайнятих в первинному секторі, 742 — в обробній промисловості, 2472 — в галузі послуг.